# Olavi Kivimaa
Martti Olavi Kivimaa (né le 25 juillet 1909 à Hartola et mort le 1er novembre 1998 à Jyväskylä) est un architecte finlandais.

## Carrière
En 1937, Olavi Kivimaa obtient son diplôme d'architecte de l'école supérieure technique de Finlande.

## Ouvrages
Parmi ses ouvrages :
- Vesilinna ;
- kiosque du parc Lounaispuisto ;
- scène du parc Lounaispuisto ;
- église Saint-Olaf de Jyväskylä[3] ;
- église de Tikkakoski ;
- campus principal de Université des sciences appliquées de Jyväskylä[4] ;
- kiosque du parc de l'église de Jyväskylä.